# 2-й округ департамента Нор
2-й избирательный округ департамента Нор включает восточные кварталы города Лилль, а также коммуны Вильнёв-д’Аск-Нор, Мон-ан-Барёль, Лезенн и Роншен. Общая численность избирателей, включенных в списки для голосования в 2017 г. - 86 663 чел.
До 2012 г. 2-й округ включал три кантона округа Лилль: Вильнёв-д’Аск-Нор, Вильнёв-д’Аск-Сюд, Лилль-Эст, а также коммуны Лезенн и Роншен, входящие в состав кантона Лилль-Сюд-Эст.
Действующим депутатом Национального собрания по 2-му округу является Юго Берналисис (фр. Ugo Bernalicis) (Непокорённая Франция).
|  | Начало срока      | Конец срока       | Депутат        | Партия                  |
|  | ----------------- | ----------------- | -------------- | ----------------------- |
|  | 21 июня 2017 г.   | н/вр              | Юго Берналисис | Непокорённая Франция    |
|  | 18 июня 2012 г.   | 20 июня 2017 г.   | Одри Линкане   | Социалистическая партия |
|  | 26 июня 2007 г.   | 17 июня 2012 г.   | Бернар Дерозье | Социалистическая партия |
|  | 19 июня 2002 г.   | 25 июня 2007 г.   | Бернар Дерозье | Социалистическая партия |
|  | 12 июня 1997 г.   | 18 июня 2002 г.   | Бернар Дерозье | Социалистическая партия |
|  | 02 апреля 1993 г. | 21 апреля 1997 г. | Бернар Дерозье | Социалистическая партия |
|  | 23 июня 1988 г.   | 01 апреля 1993 г. | Бернар Дерозье | Социалистическая партия |

## Результаты выборов
Выборы депутатов Национального собрания 2017 г.:
|                | Кандидат       | Партия                  | Первый тур | Первый тур     | Второй тур | Второй тур |
| Кол-во голосов | Кандидат       | Партия                  | % голосов  | Кол-во голосов | % голосов  |            |
| -------------- | -------------- | ----------------------- | ---------- | -------------- | ---------- | ---------- |
|                | Юго Берналисис | Непокорённая Франция    | 7 598      | 19,16          | 19 619     | 64,15      |
|                | Умрия Беррада  | Вперёд, Республика!     | 8 935      | 22,53          | 10 962     | 35,85      |
|                | Одри Линкане   | Социалистическая партия | 7 314      | 18,45          |            |            |
|                | Вероник Дешам  | Национальный фронт      | 5 554      | 14,01          |            |            |
|                | Флоранс Баризо | Республиканцы           | 4 731      | 11,93          |            |            |
|                | Элен Арди      | Европа Экология Зелёные | 1 920      | 4,84           |            |            |
|                | Ромен Леклерк  | Коммунистическая партия | 711        | 1,79           |            |            |
|                | Виржини Шошуа  | Разные                  | 555        | 1,40           |            |            |
|                | Мохамед Бунан  | Экологисты              | 514        | 1,30           |            |            |
| Прочие         | Прочие         | Прочие                  |            | менее 1 %      |            |            |

Выборы депутатов Национального собрания 2012 г.:
|                | Кандидат              | Партия                    | Первый тур | Первый тур     | Второй тур | Второй тур |
| Кол-во голосов | Кандидат              | Партия                    | % голосов  | Кол-во голосов | % голосов  |            |
| -------------- | --------------------- | ------------------------- | ---------- | -------------- | ---------- | ---------- |
|                | Одри Линкане          | Социалистическая партия   | 18 385     | 40,44          | 27 225     | 64,69      |
|                | Каролин Буазар-Ваннье | Союз за народное движение | 9 238      | 20,32          | 14 858     | 35,31      |
|                | Терез Лезаффр         | Национальный фронт        | 6 542      | 14,39          |            |            |
|                | Юго Берналисис        | Левый фронт               | 4 031      | 8,87           |            |            |
|                | Эрик Кике             | Партия зеленых            | 3 382      | 7,44           |            |            |
|                | Кристиан Карнуа       | Прочие правые             | 1 753      | 3,86           |            |            |
| Прочие         | Прочие                | Прочие                    |            | менее 1 %      |            |            |

Выборы депутатов Национального собрания 2007 г.:
|                | Кандидат        | Партия                    | Первый тур | Первый тур     | Второй тур | Второй тур |
| Кол-во голосов | Кандидат        | Партия                    | % голосов  | Кол-во голосов | % голосов  |            |
| -------------- | --------------- | ------------------------- | ---------- | -------------- | ---------- | ---------- |
|                | Бернар Дерозье  | Социалистическая партия   | 14 965     | 36,29          | 23 180     | 58,67      |
|                | Каролин Ваннье  | Союз за народное движение | 11 909     | 28,88          | 16 327     | 41,33      |
|                | Кристиан Карнуа | Демократическое движение  | 5 299      | 12,85          |            |            |
|                | Жан-Пьер Миплон | Партия зеленых            | 2 205      | 5,35           |            |            |
|                | Фредерик Госсар | Национальный фронт        | 1 842      | 4,47           |            |            |
|                | Лиди Тувено     | Крайне левые              | 1 529      | 3,71           |            |            |
|                | Роже Мали       | Коммунистическая партия   | 1 434      | 3,48           |            |            |
|                | Паскаль Руже    | Крайне левые              | 603        | 1,46           |            |            |
|                | Коринн Миран    | Экологисты                | 445        | 1,08           |            |            |
| Прочие         | Прочие          | Прочие                    |            | менее 1 %      |            |            |